# Max Niederlag
Max Niederlag (Heidenau, 5 maggio 1993) è un ex pistard tedesco, campione europeo 2012 nella velocità a squadre.

## Palmarès

### Pista
- 2011

Campionati tedeschi, Keirin Junior
Campionati tedeschi, Velocità Junior
Campionati del mondo, Velocità a squadre Junior (con Pascal Ackermann e Benjamin König)
- 2012

Campionati tedeschi, Velocità a squadre (con Stefan Bötticher e Maximilian Levy)
Campionati europei, Velocità a squadre (con Joachim Eilers e Tobias Wächter)
- 2013

Campionati europei, Velocità a squadre Under-23 (con Erik Balzer ed Eric Engler)
1ª prova Coppa del mondo 2013-2014, Velocità a squadre (Manchester, con René Enders e Robert Förstemann)
- 2015

Campionati europei, Velocità a squadre Under-23 (con Richard Aßmus ed Maximilian Dörnbach)
Campionati europei, Keirin Under-23
Grand Prix Deutschland, Velocità a squadre (Cottbus, con Eric Engler e René Enders)
1ª prova Coppa del mondo 2015-2016, Velocità a squadre (Cali, con Joachim Eilers e René Enders)
- 2016

Grand Prix Deutschland, Velocità a squadre (Cottbus, con René Enders e Joachim Eilers)
- 2017

3ª prova Coppa del mondo 2016-2017, Velocità a squadre (Cali, con Robert Förstemann, Maximilian Dörnbach e Eric Engler)

## Piazzamenti

### Competizioni mondiali
- Campionati del mondo su pista

Mosca 2011 - Velocità a squadre Junior: vincitore
Mosca 2011 - Velocità Junior: 3º
Mosca 2011 - Keirin Junior: 6º
Cali 2014 - Velocità: 6º
Londra 2016 - Velocità a squadre: 3º
Londra 2016 - Velocità: 10º
Hong Kong 2017 - Velocità a squadre: 12º
Hong Kong 2017 - Velocità: 5º

### Competizioni europee
- Campionati europei su pista

Anadia 2011 - Velocità a squadre Junior: 2º
Anadia 2011 - Velocità Junior: 3º
Anadia 2011 - Keirin Junior: 2º
Anadia 2012 - Keirin Junior: 2º
Panevėžys 2012 - Velocità a squadre: vincitore
Panevėžys 2012 - Velocità: 2º
Anadia 2013 - Velocità a squadre Under-23: vincitore
Atene 2015 - Velocità a squadre Under-23: vincitore
Atene 2015 - Velocità Under-23: 2º
Atene 2015 - Keirin Under-23: vincitore
Grenchen 2015 - Velocità a squadre: 3º
Grenchen 2015 - Velocità: 2º